# 1346 هـ
1346 هـ هي سنة في التقويم الهجري امتدت مقابلةً في التقويم الميلادي بين سنتي 1927 و1928.

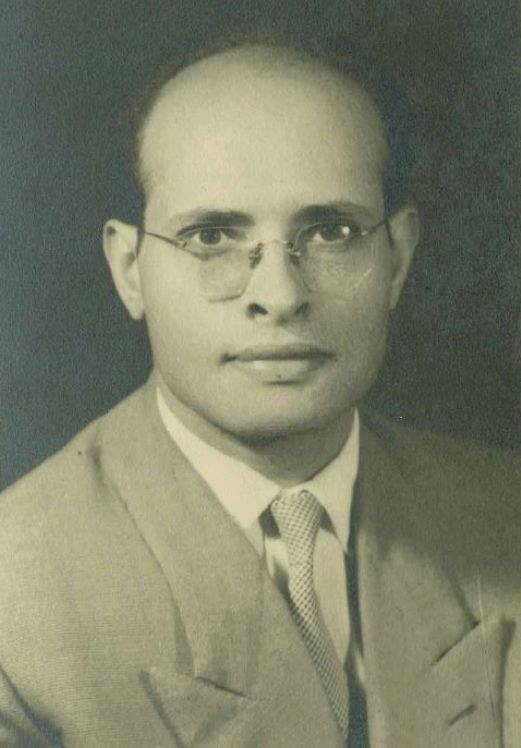
جمال حمدان

## أحداث
- 19 ربيع الثاني - أكتشاف أول حقل نفط في كركوك بالعراق.

## مواليد
- سعيد بن حمد الحارثي
- عبد الله البسام
- مصطفى جمال الدين
- محمد حسني مبارك
- عبد الباسط عبد الصمد .
- أحمد الشرقاوي إقبال
- أحمد العسال
- أحمد بزيع الياسين
- أحمد بن يحيى النجمي
- بن عبد المالك رمضان
- ثامر بن سعود بن عبد العزيز آل سعود
- جمال حمدان
- حمود عقلا الشعيبي
- شعيب الأرناؤوط
- عدنان النحوي
- عطية محمد سالم
- غافن يونغ
- فولف ديتريش فيشر
- محمد الفاطمي الأبهري
- محمد بن أحمد عبد الغني
- مسلم بن نفل
- عبد الغني قستي

## وفيات
- أحمد شاكر الكرمي
- حاكم بن مهيد
- خليل أحمد السهارنفوري
- سعد زغلول
- سليمان نظيف
- ضاري بن محمود
- عبد القادر بن بدران الدمشقي
- لويس شيخو
- مصطفى أفندي الآلوسي
- إلياس الأيوبي
- محمد رضا الكمالي.
- يعقوب صروف
- مصطفى أفندي الألوسي - فقيه وكاتب وخطاط عراقي.
- 23 جمادى الأولى - وفاة سلطان المغرب مولاي يوسف.
- أمين الرافعي.